# テッサ・モリス＝スズキ
テッサ・モリス＝スズキ（Tessa Morris-Suzuki、1951年 - ）は、オーストラリア国籍の歴史学者。専門は日本近代史。オーストラリア国立大学名誉教授。

## 経歴
1951年、イギリスで外交官の父のもと、4姉妹の末妹として生まれた。ブリストル大学でロシアの歴史及びロシアの政治を専攻し、学士号を取得。バース大学で日本の経済史を専攻し、博士号取得。日本での生活を経て、1981年にオーストラリアに移住した。
ニューイングランド大学経済史上級講師に着任し、後に同准教授、同教授に昇進。オーストラリア国立大学アジア太平洋学群文化歴史言語学部日本史教授、学部長をつとめた。オーストラリア国立大学を退任後、名誉教授となった。また、一橋大学大学院社会学研究科地球社会研究専攻客員教授もつとめた。オーストラリア学士院人文系の会員に選出されており、元豪州アジア学会会長、元オーストラリア連邦政府外交問題評議会委員、アジア市民権ネットワーク共同代表を務めている。

## 受賞・栄典
- 2023年：第1回特別年次講演、日本近現代史学協会
- 2013年：第24回福岡アジア文化賞、学術研究賞を受賞[1]。

## 研究内容・業績、活動について
- 当初はロシア史から研究をはじめ、極東地域の近現代史にその研究対象を移した。
- 慰安婦問題などをはじめとする日本の戦時中の出来事について積極的に発言している。アメリカ合衆国下院121号決議に関しては、日本の慰安婦問題を厳しく批判した[2]。
- 2007年に出版した『北朝鮮へのエクソダス――「帰国事業」の影をたどる』で、在日朝鮮人の帰還事業を日本政府主導によるものと唱えた。

### 評価
- 『北朝鮮へのエクソダス――「帰国事業」の影をたどる』について、菊池嘉晃（読売新聞記者）は、「在日朝鮮人追い出し策動」としての帰国事業という説を「事実誤認」としている[3]。礒﨑敦仁は、「赤十字文献に着目した点は評価されるべきであるが、日本政府の責任にばかり注目がいっており、この事業の全体像を見渡せる論稿とはいえない」と評している[4]。在日韓国人3世の浅川晃広は、「歴史修正主義者」と批判している[5]。

## 家族・親族
- 夫：森巣博は作家。

## 著書

### 単著
- Shōwa: An Inside History of Hirohito's Japan, Athlone Press, 1984.
- Beyond Computopia: Information, Automation and Democracy in Japan, K. Paul International, 1988.
- A History of Japanese Economic Thought, Routledge, 1989.
  - 藤井隆至訳『日本の経済思想――江戸期から現代まで』（岩波書店、1991年／岩波モダンクラシックス、2010年）
- The Technological Transformation of Japan: from the Seventeenth to the Twenty-first Century, Cambridge University Press, 1994.
- Re-inventing Japan: Time, Space, Nation, M. E. Sharpe, 1998.
  - 伊藤茂訳『日本を再発明する――時間、空間、ネーション』（以文社、2014年）
- 『辺境から眺める――アイヌが経験する近代』（みすず書房、2000年）
- 『批判的想像力のために――グローバル化時代の日本』（平凡社、2002年）
- The Past within Us: Media, Memory, History, W. W. Norton, 2004.
  - 田代泰子訳『過去は死なない――メディア・記憶・歴史』（岩波書店、2004年）
- 『自由を耐え忍ぶ』（岩波書店、2004年）
- Exodus to North Korea: shadows from Japan's cold war, Rowman & Littlefield, 2007. 
  - 田代泰子訳『北朝鮮へのエクソダス――「帰国事業」の影をたどる』（朝日新聞社、2007年／朝日文庫、2011年）
- 『愛国心を考える』（岩波ブックレット、2007年）
- Borderline Japan: foreigners and frontier controls in the postwar era, Cambridge University Press, 2010.
- To the Diamond Mountains: a hundred-year journey through China and Korea, Rowman & Littlefield, 2010.
  - 田代泰子訳『北朝鮮で考えたこと』（集英社新書、2012年）

### 共著
- キャロル・グラック・姜尚中・比屋根照夫・岩崎奈緒子・タカシ・フジタニ・ハリー・ハルトゥーニアン『日本の歴史（25）日本はどこへ行くのか』（講談社、2003年／講談社学術文庫、2010年）
- （姜尚中）『デモクラシーの冒険』（集英社新書、2004年）
- （吉見俊哉）『天皇とアメリカ』（集英社新書、2010年）

### 共編著
- Japanese Capitalism since 1945: Critical Perspectives, co-edited with T. Seiyama, (M. E. Sharpe, 1989).
- 伊豫谷登士翁 酒井直樹『グローバリゼーションのなかのアジア――カルチュラル・スタディーズの現在』（未來社, 1998年）
- 吉見俊哉『グローバリゼーションの文化政治』（平凡社, 2004年）
- 倉沢愛子 杉原達 成田龍一 油井大三郎 吉田裕『岩波講座アジア・太平洋戦争（全8巻）』（岩波書店, 2005年-）
- Contradictions of globalization: democracy, culture, and public sphere, I-House Press, 2008.
- 市川守弘『アイヌの権利とは何か』（かもがわ出版、2020年）